# Базилика Святого Михаила
Базилика Святого Михаила (фр. Basilique Saint-Michel de Bordeaux) — католический храм в Бордо, одна из высочайших церквей Франции.
Здание церкви было построено в XIV-XVI вв, но строительство самого храма продолжалось и в XIX веке. Колокольня высотой 114 м датируется XV веком. Стиль относится к пламенеющей готике.
В 1846 году базилика стала историческим памятником. В 1881 году при реконструкции были обнаружены захоронения галло-римлян с мумифицированными телами. 21 июня 1940 года бомбардировкой города были уничтожены витражи.
В 1998 году базилика стала частью Всемирного наследия ЮНЕСКО.